# Fajirtás
A Fajirtás (angolul Xenocide) Orson Scott Card 1991-ben megjelent sci-fi regénye, az Ender-saga harmadik kötete, ami Magyarországon az Unio Mystica Kiadó gondozásában jelent meg 2014-ben.

## Magyarul
- Fajirtás. Orson Scott Card Végjáték ciklusának legújabb kötete; ford. Mohácsi Enikő; Szukits, Szeged, 1999